# Pustá Polom
Pustá Polom település Csehországban, a Opavai járásban. Pustá Polom Opava, Těškovice, Kyjovice, Hlubočec, Mokré Lazce és Budišovice településekkel határos. Lakosainak száma 1349 fő (2024. január 1.).

## Népesség
A település lakosságának változását az alábbi diagram mutatja:
| Lakosok száma | 955  | 938  | 1010 | 1142 | 1309 | 1369 | 1391 | 1384 | 1363 | 1349 |
|               | 1869 | 1890 | 1921 | 1950 | 1980 | 2001 | 2017 | 2019 | 2022 | 2024 |